# مسرح أبو بكر سالم
مسرح أبو بكر سالم يقع في بوليفارد سيتي في العاصمة السعودية الرياض، وهو من المسارح المهمة في السعودية حالياً، إذ تقام به كافة الحفلات الغنائية والطربية بمشاركة أبرز نجوم الغناء العالمي عليه.

## التسمية
سمي مسرح أبو بكر سالم تكريماً للفنان السعودي الراحل أبو بكر سالم بلفقية، إذ أعلن رئيس هيئة الترفيه السعودية تركي آل الشيخ عن تغيير اسم المسرح من “المسرح المفتوح” إلى “مسرح أبو بكر سالم”، وذلك خلال موسم الرياض 2019. ويتسع المسرح لـ 7 آلاف مقعد.

## حجم المسرح
يبلغ عدد مقاعد مسرح أبو بكر سالم نحو 6 آلاف مقعداً، كما يضم المسرح عدد من القاعات والمراكز التي تقام فيها الحفلات الغنائية التي تناسب جميع الأذواق.
يشتمل المسرح على أكثر من 12 مقصورة مخصصة لكبار الشخصيات التي تحضر الفعاليات المقامة على خشبة المسرح. كما يحتوي المسرح على جلسات خارجية متاحة للجمهور. 